# 克努特·伦斯特伦
克努特·伦斯特伦（挪威語：Knut Lundstrøm，1951年2月17日—），挪威男子越野滑雪、雪橇竞速运动员。他曾代表挪威参加1988年、1992年、1994年和1998年冬季残疾人奥林匹克运动会，获得十四枚金牌、五枚银牌和二枚铜牌。